# Radio Pública Africana
La Radio Pública Africana (en francés: Radio Publique Africaine o RPA) es una estación de radio pública en Burundi. En 2009, Le Monde lo describió como «una de los más ampliamente escuchadas estaciones del país». El lema es la voix des sans-voix («la voz de los sin voz»).

## Historia
Alexis Sinduhije fundó la estación en 2001 con el objetivo de fomentar la paz entre los grupos étnicos hutu y tutsi en los últimos años de la guerra civil de Burundi, contratando de excombatientes de ambos grupos étnicos como periodistas. Sinduhije indicó más adelante que era inicialmente difícil de encontrar donantes para el proyecto, dada la desconfianza regional de la radio pública después del papel que la estación de radio pública de Ruanda Radio Télévision Libre des Mille Collines había jugado en el genocidio reciente en esa nación.
En febrero de 2003, la casa de Sinduhije fue asaltada y su guardia de seguridad asesinado en una aparente represalia por la presentación de informes de la estación. El incidente llevó a Amnistía Internacional a pedir a las autoridades de Burundi garantizar la seguridad de Sinduhije y la de otros periodistas. El Gobierno de Burundi brevemente prohibió la estación el 17 de septiembre de 2003 por la difusión de una entrevista con un portavoz del grupo rebelde de Agathon Rwasa, las Fuerzas de Liberación Nacional. Sin embargo, otras estaciones se negaron a transmitir noticias en solidaridad hasta que se eliminó la prohibición, y el gobierno permitió la estación reanudar la transmisión dentro de los tres días.
Debido al trabajo de Sinduhije en la estación, fue honrado con el Premio Internacional 2004 de Libertad de Prensa del Comité para la Protección de Periodistas (CPJ). En 2009, la revista Time lo nombró en su lista Time 100, la lista anual de las personas más influyentes del mundo. Sinduhije dejó la estación en diciembre de 2007 con el fin de seguir una carrera política.
Entre julio y agosto de 2011, el editor de la radio Bob Rugurika fue convocado cinco veces por magistrados del gobierno pidiéndole «corregir» informes de la estación sobre un funcionario del gobierno de Burundi que había sido implicado en una masacre de 1996 en un informe de las Naciones Unidas. El CPJ lo describió como parte de un patrón de «hostigamiento de periodistas independientes que informan críticamente sobre la administración». Los reporteros de una emisora de RPA en Ngozi también fueron convocados a los tribunales.
En 2015, el gobierno cerró la radio durante la crisis política en Burundi de 2015 y bloqueó los servicios de mensajería instantánea y las redes sociales que se utilizaban para coordinar las protestas contra el gobierno. Reporteros sin Fronteras denunció las restricciones a la prensa y los medios de comunicación. Durante los disturbios, la estación fue incendiada después de la difusión de los anuncios de la oposición. La BBC informó de que el edificio de la estación fue incendiado.